# Вюрнон Аніта
Вюрно́н Ані́та (нід. Vurnon Anita; нар. 4 квітня 1989, Віллемстад) — нідерландський футболіст, захисник, півзахисник збірної Нідерландів та англійського «Лідс Юнайтед».
Дворазовий Чемпіон Нідерландів, триразовий володар Кубка Нідерландів, дворазовий володар Суперкубка Нідерландів.

## Клубна кар'єра
Починав займатися футболом на Кюрасао у дитячій команді «Віллемстад» з рідного міста. 1997 року разом з родиною переїхав до Нідерландів, де продовжив навчання у футбольній школі клубу «Марссен». За два роки, у 1999, перейшов до всесвітньо відомої дитячо-юнацької школи амстердамського «Аякса».
Вже 2005 року 16-річний юнак провів свою першу гру за головну команду «Аякса». Втім на регулярній основі потрапляти до складу основної команди амстердамського клубу почав лише у 2009. Загалом провів за амстердамську команду понад 100 матчів у національній першості.
Влітку 2012 року англійський «Ньюкасл Юнайтед» досяг з «Аяксом» домовленості про трансфер гравця, трансферна сума склала 8,5 мільйонів євро. Першу гру за новий клуб Вюрнон провів 18 серпня 2012 року, вийшовши на заміну замість Йоана Кабая у грі чемпіонату проти «Тоттенгем Готспур».

## Виступи за збірні
2004 року дебютував у складі юнацької збірної Нідерландів, взяв участь у 27 іграх на юнацькому рівні, відзначившись 3 забитими голами.
Протягом 2008—2010 років залучався до складу молодіжної збірної Нідерландів. На молодіжному рівні зіграв у 6 офіційних матчах.
2010 року дебютував в офіційних матчах у складі національної збірної Нідерландів. Наразі провів у формі головної команди країни 4 матчі.

## Титули і досягнення
- Чемпіон Нідерландів (2):

«Аякс»: 2010–11, 2011–12
- Володар Кубка Нідерландів (3):

«Аякс»: 2005–06, 2006–07, 2009–10
- Володар Суперкубка Нідерландів (3):

«Аякс»: 2005, 2006, 2007
- Переможець Кубка Меридіан: 2007